# 凉水口镇
凉水口镇，是中华人民共和国湖南省张家界市桑植县下辖的一个乡镇级行政单位。

## 行政区划
凉水口镇下辖以下地区：
楠木岗社区、茶元塔村、泉门口村、芭蕉湾村、檀木塔村、生基坡村、谢家坡村、尧儿坪村、彭家台村、张家塔村、韩家坪村、李家庄村、夏家峪村、麻六湾村、渔兰溪村、人生坪村和四层界村。